# Malene Helgø
Malene Helgø (* 26. August 1999 in Oslo) ist eine norwegische Tennisspielerin.

## Karriere
Helgø begann mit acht Jahren das Tennisspielen und ihr bevorzugter Spielbelag ist der Sandplatz. Sie spielt vor allem auf Turnieren der ITF Women’s World Tennis Tour, wo sie bereits neun Titel im Einzel und sieben im Doppel gewinnen konnte.
Sie spielte 2016 erstmals für die norwegische Fed-Cup-Mannschaft, sie bestritt bislang insgesamt 20 Matches, davon jeweils zehn Einzel und Doppel, von denen sie fünf Einzel und sechs Doppel gewinnen konnte.

## Turniersiege

### Einzel
| Nr. | Datum              | Turnier             | Kategorie   | Belag             | Finalgegnerin         | Ergebnis       |
| --- | ------------------ | ------------------- | ----------- | ----------------- | --------------------- | -------------- |
| 1.  | 8. Juli 2018       | Den Haag            | ITF $15.000 | Sand              | Ida Jarlskog          | 6:4, 4:6, 6:3  |
| 2.  | 28. Juli 2018      | Sandefjord          | ITF $15.000 | Sand              | Lisa Ponomar          | 6:3, 4:6, 6:3  |
| 3.  | 17. März 2019      | Tabarka             | ITF W15     | Sand              | Darja Lodikowa        | 6:1, 3:6, 7:5  |
| 4.  | 13. September 2020 | Warna               | ITF W15     | Sand              | Sebastianna Scilipoti | 61:7, 6:3, 6:3 |
| 5.  | 6. November 2022   | Haabneeme           | ITF W25     | Hartplatz (Halle) | Arantxa Rus           | 6:4, 6:2       |
| 6.  | 2. Juli 2023       | Périgueux           | ITF W25     | Sand              | Sapfo Sakellaridi     | 6:3, 6:3       |
| 7.  | 3. März 2024       | Helsinki            | ITF W35     | Hartplatz (Halle) | Dejana Radanović      | 6:3, 6:2       |
| 8.  | 17. März 2024      | Scharm asch-Schaich | ITF W15     | Hartplatz         | Marie Weckerle        | 6:3, 6:2       |
| 9.  | 24. März 2024      | Scharm asch-Schaich | ITF W15     | Hartplatz         | Julie Belgraver       | 6:1, 6:0       |

### Doppel
| Nr. | Datum              | Turnier             | Kategorie   | Belag             | Partnerin                | Finalgegnerinnen                         | Ergebnis  |
| --- | ------------------ | ------------------- | ----------- | ----------------- | ------------------------ | ---------------------------------------- | --------- |
| 1.  | 4. November 2017   | Stockholm           | ITF $15.000 | Hartplatz (Halle) | Fanny Östlund            | Maryna Kolb Nadija Kolb                  | kampflos  |
| 2.  | 27. Juli 2018      | Sandefjord          | ITF $15.000 | Sand              | Astrid Wanja Brune Olsen | Nora Niedmers Yukina Saigō               | 6:1, 6:4  |
| 3.  | 10. Februar 2019   | Scharm asch-Schaich | ITF W15     | Hartplatz         | Mariana Dražić           | Merel Hoedt Noa Liauw a Fong             | 6:1, 6:4  |
| 4.  | 27. Juli 2019      | Sandefjord          | ITF W15     | Sand              | Astrid Wanja Brune Olsen | Suzan Lamens Annick Melgers              | 6:3, 6:3  |
| 5.  | 14. September 2019 | Székesfehérvár      | ITF W15     | Sand              | Nefisa Berberović        | Katarína Kužmová Laura Maluniaková       | 7:5, 6:1  |
| 6.  | 14. Dezember 2019  | Monastir            | ITF W15     | Hartplatz         | Mariana Dražić           | Yvonne Cavalle-Reimers Bojana Marinković | 7:64, 6:1 |
| 7.  | 5. November 2022   | Haabneeme           | ITF W25     | Hartplatz (Halle) | Suzan Lamens             | Dalila Jakupović Arantxa Rus             | 6:2, 6:1  |